# Архерия (растение)
Архерия (лат. Archeria) — род растений семейства Вересковые (лат. Ericaceae) порядка Верескоцветные.

## Название
Archeria — научное название не только рода цветковых растений, но и рода вымерших земноводных из отряда Антракозавры; представители рода Архерия жили в позднем карбоне. Поскольку ботанический род Archeria находится в юрисдикции Международного кодекса ботанической номенклатуры, а зоологический род Archeria — в юрисдикции Международного кодекса зоологической номенклатуры, эти названия не являются таксономическими омонимами и к ним не должна применяться процедура устранения омонимии.

## Ботаническое описание
Виды рода Архерия — вечнозелёные кустарники.

## Распространение
Виды рода Архерия встречаются в Тасмании и в Новой Зеландии.

## Виды
По информации базы данных The Plant List, род включает 6 видов:
- Archeria combrei Melville
- Archeria eriocarpa Hook.f.
- Archeria hirtella Hook.f.
- Archeria racemosa Hook.f.
- Archeria serpyllifolia Hook.f. [syn.  Archeria minor Hook.f.]
- Archeria traversii Hook.f.